# Ibrahim Dossey
Ibrahim Dossey Allotey (Acra, 24 de novembro de 1972 - Bucareste, Romênia, 9 de dezembro de 2008) foi um futebolista ganês que atuou como goleiro. Ele fez parte da equipe que conquistou a medalha de bronze nos Jogos Olímpicos de Verão de 1992.

## Carreira

### Clubes
Nunca atuou profissionalmente em alguma equipe de seu país natal, tanto que sua carreira, iniciada apenas em 2000, aos 27 anos, foi montada na Romênia. Atuou com as camisas de Rapid Bucareste, FC Brașov (duas passagens), Unirea SM e Pandurii. Se destacou com a camisa do Brașov, onde atuou entre 2000 e 2003 e entre 2003 e 2005.

### Acidente e falecimento
Considerado um dos melhores goleiros do futebol romeno, Dossey, que já tinha assinado contrato com o modesto Târgoviște, sofreu um violento acidente automobilístico no dia 13 de setembro (dois dias após a contratação), em Breaza, uma pequena cidade nos arredores de Bucareste, entrando em estado de coma pouco tempo depois.
Após três meses sem esboçar nenhuma reação, o goleiro morreu no Hospital Bagdasar Arseni, em Bucareste, exatamente quinze dias após completar 36 anos. Seu corpo está enterrado em um cemitério de Hârșova, próxima à cidade de Constanța.

### Reações à morte de Dossey
Ao saber da morte de Dossey, o também goleiro Bogdan Lobonț emitiu uma mensagem de despedida:
.
Ioan Neculaie, proprietário do FC Brașov, clube onde Dossey se destacou, também lamentou a morte do ganês:
.
Até mesmo Tedy Dragomir, o "manda-chuva" da revista Playboy da Romênia, sentiu-se muito triste com a morte de Dossey.
.